# Euxootera posteriobrunnea
Euxootera posteriobrunnea är en fjärilsart som beskrevs av François Louis Nompar de Caumont de Laporte 1970. Euxootera posteriobrunnea ingår i släktet Euxootera och familjen nattflyn. Inga underarter finns listade i Catalogue of Life.